# Refrontolo
Refrontolo là một đô thị ở tỉnh Treviso trong vùng Veneto, có cự ly khoảng 50 km về phía bắc của Venice và khoảng 30 km về phía bắc của Treviso. Tại thời điểm ngày 31 tháng 12 năm 2004, đô thị này có dân số 1.820 người và diện tích là 13,1 km².
Refrontolo giáp các đô thị: Cison di Valmarino, Pieve di Soligo, San Pietro di Feletto, Susegana, Tarzo.